# Kinga de Polonia
Kinga de Polonia o Cunegunda de Hungría (Święta Kinga en polaco, Szent Kinga en húngaro) (1224 – 1292) era hija de Béla IV de Hungría (1235-1270) y María Laskarina. A los 15 años fue desposada por Boleslao V el Casto, y así fue también Gran Duquesa de Polonia. Tras la muerte de su esposo, se retiró a un claustro y se ordenó como monja clarisa.
Cunegunda era sobrina de la princesa santa Isabel de Hungría y hermana de las princesas santa Margarita de Hungría y la beata Yolanda de Polonia.
Es venerada como santa húngara y polaca, conmemorada el 24 de julio. En 1690 fue beatificada y posteriormente canonizada el 16 de junio de 1999 por Juan Pablo II.